# Sorradile
Sorradile település Olaszországban, Szardínia régióban, Oristano megyében. Lakosainak száma 345 fő (2023. január 1.). Sorradile Ardauli, Bidonì, Ghilarza, Olzai, Sedilo, Tadasuni, Nughedu Santa Vittoria és Boroneddu községekkel határos.

## Népesség
A település lakossága az elmúlt években az alábbi módon változott:
| Lakosok száma | 379  | 363  | 345  |
|               | 2017 | 2018 | 2023 |